# Partulina kaaeana
Partulina kaaeana é uma espécie de gastrópode, pertencente a família Achatinellidae.
É endémica dos Estados Unidos da América.